# 隅齿尖额蚤
隅齿尖额蚤（学名：Alona karua）为盘肠蚤科尖额蚤属的动物。分布于印度、马来亚地区、非洲、帛琉群岛以及中国大陆的广东、广西、浙江、江西、湖北、四川、河北、云南等地，主要栖息于湖泊沿岸或池塘草丛中。